# Подруливающее устройство

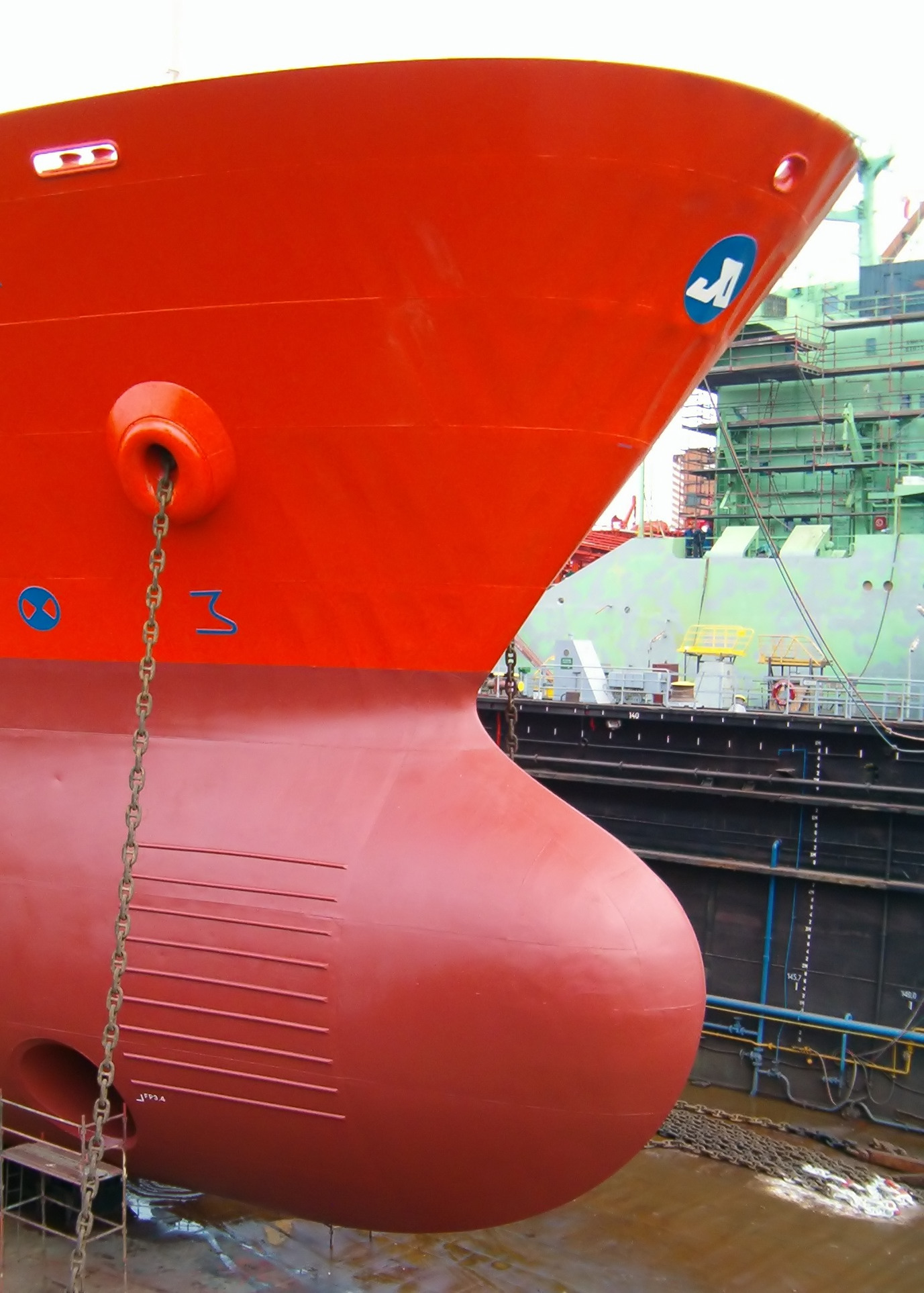
Носовая оконечность судна с подруливающим устройством туннельного типа (внизу)

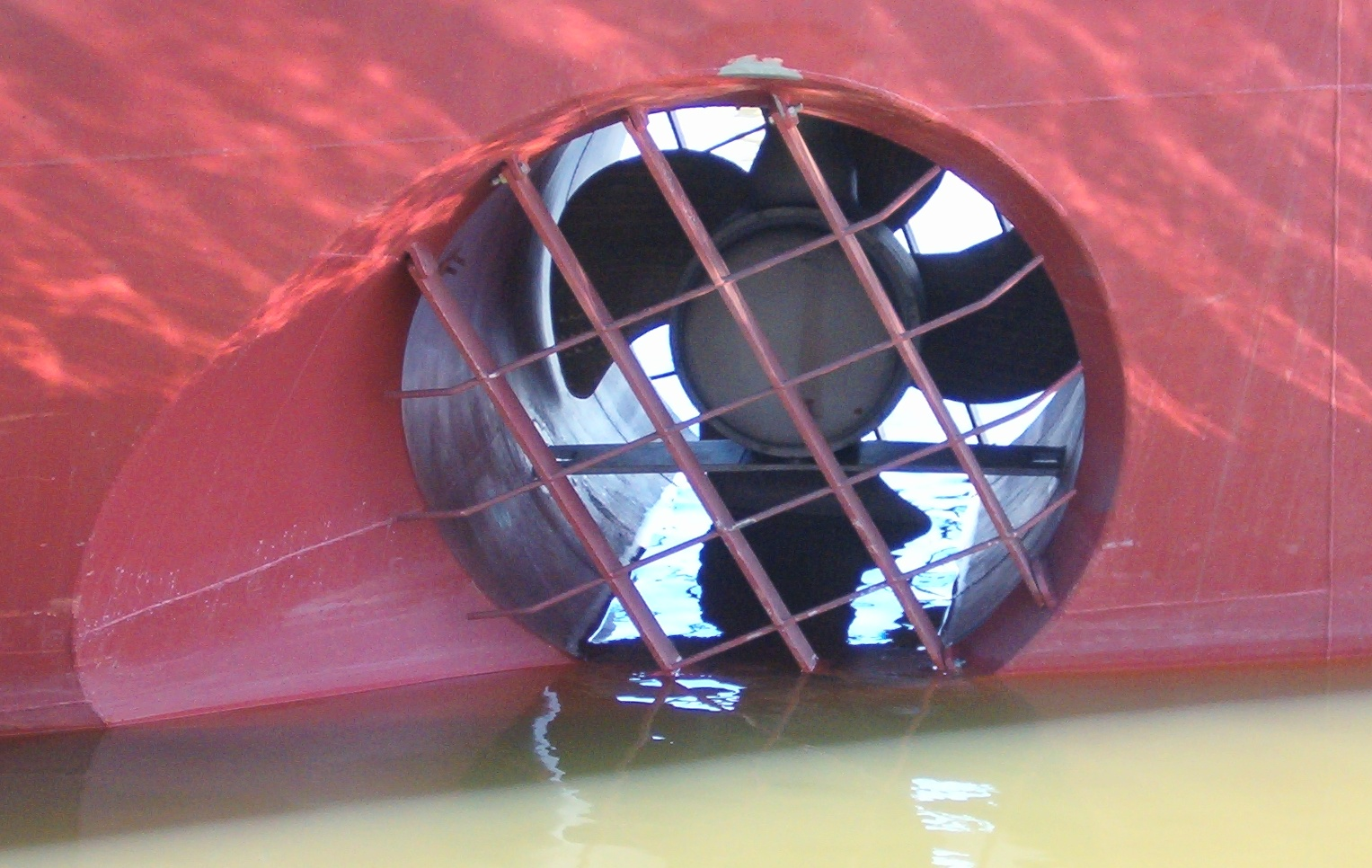
Рабочий канал подруливающего устройства с установленным гребным винтом. Видна решётка, защищающая гребной винт от удара о плавающие предметы

Подру́ливающее устрóйство(ПУ) — вспомогательное судовое устройство, предназначенное для улучшения управляемости судна. ПУ позволяет улучшить управляемость судном на малых скоростях или при остановленном главном двигателе, а также применяться в  системе динамического позиционирования.
ПУ(туннельного и выдвижного типа) устанавливают ниже минимальной ватерлинии в носовой части судна или в носовой и кормовой частях одновременно.
В соответствии с правилами российского речного регистра, на все поднадзорные суда, имеющие длину по ватерлинии более 40 метров (для пассажирских судов — более 20 метров), установка подруливающего устройства — обязательна.
Различают несколько конструктивных видов ПУ.
Туннельное ПУ
Данный тип имеет рабочий орган (винт) в сквозном канале, проходящем от одного борта судна к другому перпендикулярно его диаметральной плоскости. Винт обычно приводится в движение электродвигателем через угловой редуктор. Есть и варианты с гребным электродвигателем в канале ПУ с непосредственным приводом гребного винта.
Данный тип ПУ получил наибольшее распространение на крупных судах в силу надёжности конструкции и простоты обслуживания.
- Недостатки

При сравнительно больших скоростях хода (ориентировочно, более 5 узлов) туннельное подруливающее устройство теряет эффективность.
Выдвижное ПУ
Данный тип ПУ включает как неподвижное ПУ, которые аналогичны ПУ туннельного типа, так и азимутальные ПУ, которые представляет собой разновидность винторулевой колонки.
Выдвижные ПУ устанавливаются на двойном дне корпуса судна, ближе к носу или к корме, или в кормовом или носовом подзоре.
Азимутальные ПУ могут использоваться для улучшения управляемости судна, а также в системах динамического позиционирования  вместе с ВРК, ПУ туннельного типа, крыльчатыми движителями, или вместо них.
- Недостатки

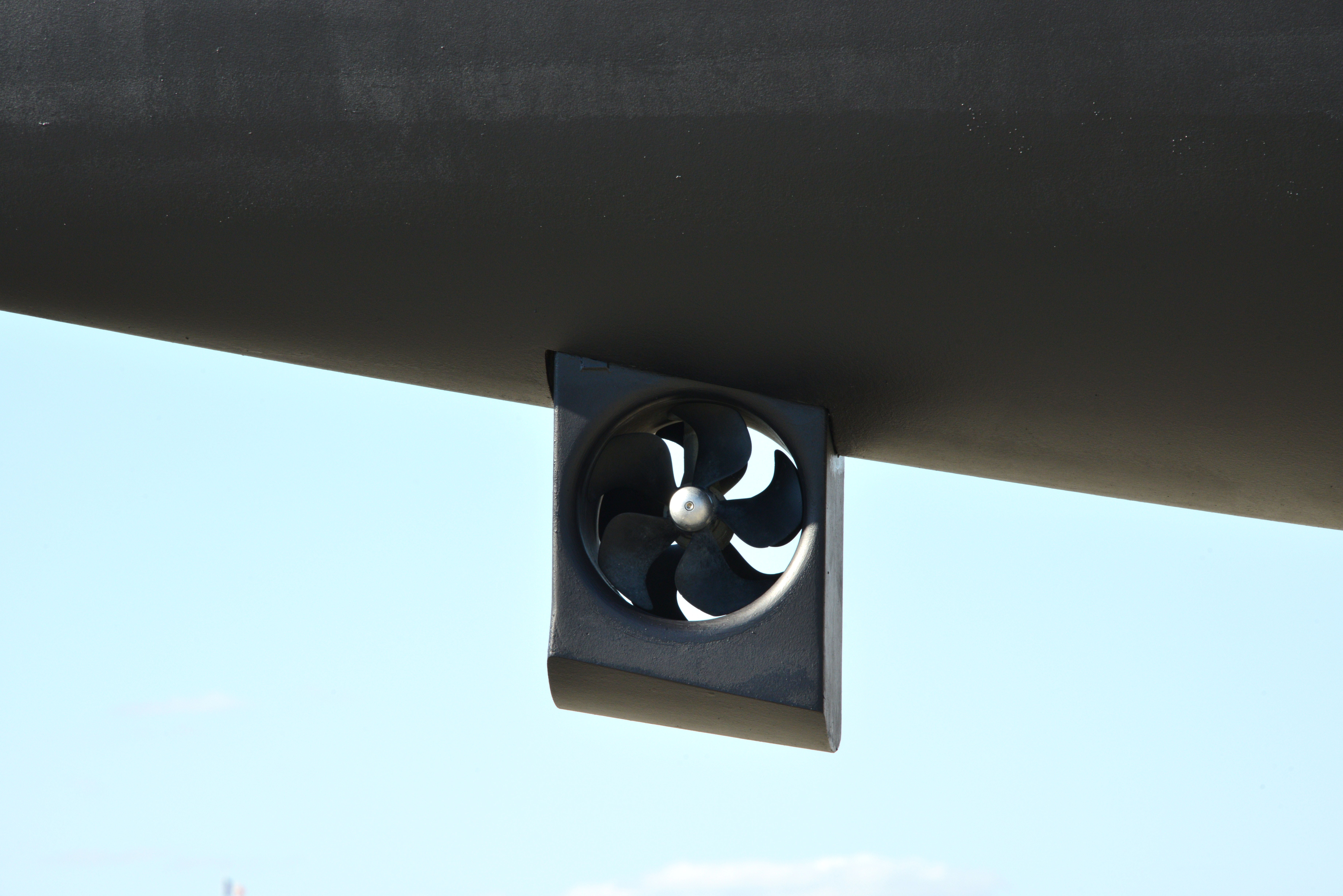
Выдвижное неподвижное ПУ, установленное на парусной яхте.

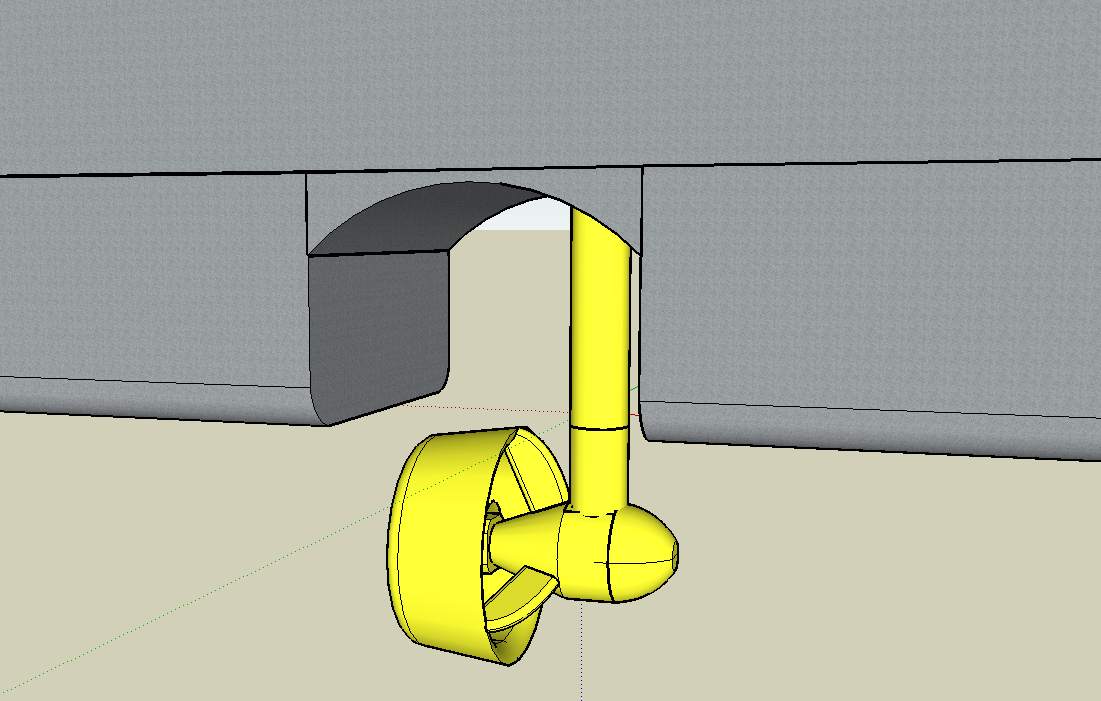
Выдвижное азимутальное ПУ.

Конструктивная сложность и сложность обслуживания, требующего обязательного докования судна. Практически не используются на речных судах из-за ограничения по осадке.
ПУ насосного типа
Данный тип представляет собой два(или больше) патрубка с затворами, установленных по бортам судна. К патрубкам подводится большое количество воды от специального насоса. Также может использоваться, например, пожарный насос судна. Такой тип ПУ часто используется на маломерных судах.
Преимущество данного типа - оно не требует отдельно выгороженных помещений (шахты), как выдвижные или туннельные ПУ.